# Dixième législature du Bas-Canada
Dixième législature 
 (11 avr. 1820 au 24 avr. 1820)
9e 11e
Palais épiscopal de Québec
 Québec, Bas-Canada
La dixième législature du Bas-Canada siégea du 11 avril 1820 au  24 avril 1820. La législature fut dissoute à cause de la mort du roi Georges III. Toutes les séances eurent lieu à Québec.

## Élections
Les élections générales ont lieu du 22 février au 11 avril 1820.

## Session[2]
- Première (11 avril 1820 — 24 avril 1820)

## Représentants de la couronne[2]
- Peregrine Maintland, administrateur (11 avr. 1820 — 24 avr. 1820)

## Présidents de l'Assemblée[2]
- Louis-Joseph Papineau (11 avr. 1820 — 24 avr. 1820)

## Présidents du Conseil[2]
- Jonathan Sewell (11 avril 1820 — 24 avril 1820)
- John Hale[3] (11 avril 1820 — 24 avril 1820)

## Liste des députés
| District              | Député                              |
| --------------------- | ----------------------------------- |
| Bedford               | Joseph Franchère                    |
| Buckinghamshire       | François Bellet                     |
| Buckinghamshire       | Louis Bourdages                     |
| Cornwallis            | Jean-Baptiste Taché                 |
| Cornwallis            | Joseph Robitaille                   |
| Devon                 | Jean-Baptiste Fortin                |
| Devon                 | François Fournier                   |
| Dorchester            | John Davidson                       |
| Dorchester            | Louis Lagueux                       |
| Effingham             | Jacob Oldham                        |
| Effingham             | François Tassé                      |
| Gaspé                 |                                     |
| Hampshire             | Charles Langevin                    |
| Hampshire             | François Huot                       |
| Hertford              | François Blanchet                   |
| Hertford              | François-Xavier Paré                |
| Huntingdon            | Michael O'Sullivan                  |
| Huntingdon            | Austin Cuvillier                    |
| Kent                  | Pierre Bruneau                      |
| Kent                  | Denis-Benjamin Viger                |
| Leinster              | Jacques Trullier, dit Lacombe       |
| Leinster              | Barthélemy Joliette                 |
| Comté de Montréal     | Joseph Valois                       |
| Comté de Montréal     | Joseph Perrault                     |
| Montréal-Est          | Hugues Heney                        |
| Montréal-Est          | Thomas Busby                        |
| Montréal-Ouest        | Louis-Joseph Papineau               |
| Montréal-Ouest        | George Garden                       |
| Northumberland        | Étienne-Claude Lagueux              |
| Northumberland        | Philippe Panet                      |
| Orléans               | François Quirouet                   |
| Comté de Québec       | Louis Gauvreau                      |
| Comté de Québec       | John Neilson                        |
| Basse-ville de Québec | Thomas Lee                          |
| Basse-ville de Québec | Peter Burnet                        |
| Haute-ville de Québec | Claude Dénéchau                     |
| Haute-ville de Québec | Joseph-Rémi Vallières de Saint-Réal |
| Richelieu             | François Saint-Onge                 |
| Richelieu             | Jean Dessaulles                     |
| Saint-Maurice         | Louis Picotte                       |
| Saint-Maurice         | Pierre Bureau                       |
| Surrey                | Pierre Amiot                        |
| Surrey                | Étienne Duchesnois                  |
| Trois-Rivières        | Charles Richard Ogden               |
| Trois-Rivières        | Marie-Joseph Godefroy de Tonnancour |
| Warwick               | Alexis Mousseau                     |
| Warwick               | Ross Cuthbert                       |
| William-Henry         | Robert Jones                        |
| York                  | Nicolas-Eustache Lambert Dumont     |
| York                  | Augustin Perrault                   |